# Mimetus rapax
Mimetus rapax är en spindeartl som beskrevs av Octavius Pickard-Cambridge 1899.
Mimetus rapax ingår i släktet Mimetus och familjen kaparspindlar. Inga underarter finns listade i Catalogue of Life.